# Trigonobunus spinifer
Genre
Espèce
Trigonobunus spinifer, unique représentant du genre Trigonobunus, est une espèce d'opilions laniatores de la famille des Podoctidae.

## Distribution
Cette espèce est endémique de Bornéo.

## Description
L'holotype mesure 3,5 mm.

## Publication originale
- Loman, 1894 : « Zwei neue Opilioniden aus Niederländisch Ost-Indien. » Tijdschrift voor Entomologie, vol. 37, p. 153–157 (texte intégral).